# Ciberespai

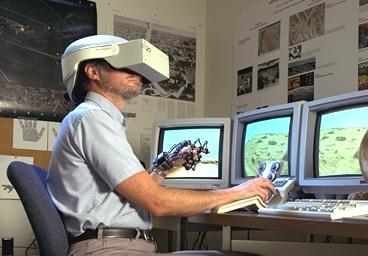
Usuari equipat d'un visiocasc i d'un guant electrònic (guant sensible a la ubicació geoespacial).

El ciberespai o ciberinfinit és una realitat simulada que es troba implementada dins dels ordinadors i de les xarxes digitals de tot el món. És un tema recurrent en la ciència-ficció.
El terme "ciberespai" va ser popularitzat per la novel·la de William Gibson Neuromàntic, publicada el 1984, però procedeix de la narració del mateix autor Johnny Mnemonic (1981), inclosa en el volum Burning Chrome, 1986) 
El 8 de febrer de 1996, a Davos, Suïssa, John Perry Barlow va escriure la Declaració d'independència del ciberespai en la que exhortava als governs a no exercir sobirania sobre el ciberespai, definit per ell mateix com "La nova llar de la Ment".
Encara que el ciberespai no ha de confondre's amb Internet, ja que el primer concepte és més ampli que el segon, el terme es refereix sovint als objectes i identitats que existeixen dins de la mateixa xarxa informàtica mundial, així que es podria dir, metafòricament, que una pàgina web "es troba al ciberespai". Segons aquesta interpretació, els esdeveniments que tenen lloc en Internet no estan específicament ocorrent als països on els participants o els servidors es troben físicament, sinó "al ciberespai", en aquest intangible al que com per art de màgia podem accedir tots els qui tenim computadora en les nostres llars o en els nostres llocs de treball. Aquest sembla un punt de vista raonable una vegada que s'estén l'ús de serveis distribuïts (com Freenet), i ja que de moment la identitat i localització física dels participants resulta impossible o molt difícil de determinar, a causa de la comunicació generalment anònima o sota pseudònim. Per això, en el cas de Internet, no es podrien o no s'haurien d'aplicar les lleis de cap país determinat.

## Ciberespai com a Consciència Global
Independentment de l'accepció del concepte de ciberespai referit a la ciència-ficció, el concepte també s'ha instal·lat com un terme referit a l'ambient d'intercanvi d'informació lliure de sabers i tècniques, un espai públic per a l'intercanvi d'informació i coneixement, de desplegament d'una intel·ligència col·lectiva en xarxa i d'articulació de persones i màquines vinculades a través de múltiples dispositius entorn de la generació d'informació lliure. Wikipedia és, en aquest sentit, el projecte paradigmàtic.
Aquesta idea de Ciberespai es presenta com una entitat apropiada per ser expressió del que s'ha anomenat Singularitat tecnològica que autors com Raymond Kurzweil han teoritzat a propòsit del Creixement hiperbòlic de l'avanç de la tecnologia i el desenvolupament de la Intel·ligència artificial. Aquesta postura és defensada per autors com Hugo Baronti, qui estableix una tensió o contrapunt entre la visió a curt termini i en extrem mercantil del ciberespai, lligada a una mirada més pragmàtica sobre Internet (Web 2.0) i una visió més lligada a la formació d'una consciència global híbrida artificial d'escala planetària, basant-se en diversos clàssics de la sociologia com Marx, Durkheim, Herbert Spencer, Gabriel Tarde, així com el teòric de la comunicació Marshall McLuhan, establint relacions teòriques amb idees com les de Raymond Kurzweil o projectes com el de Principia Cybernetica, el Projecte Consciència Global vinculat a la Universitat de Princeton i les teories sobre la Noosfera, impulsades pel científic rus Vladímir Vernadski amb creus teòrics plantejats pel sacerdot Pierre Teilhard de Chardin.